# Flaga Jabłonkowa
Flaga Jabłonkowa opracowana została na podstawie wizerunku herbu Jabłonkowa.
Flaga podzielona jest na 3 części. Pierwsza zajmująca lewą połowę przedstawia połowę Orła Piastów dolnośląskich na żółtym tle. Prawa połowa zawiera dwie równe części. W górnej znajduje się Baranek Boży na niebieskim tle, a w dolnej Jabłoń z trzema owocami na czerwonym tle.